# Billy Blanks
Billy Blanks (Erie, 1º settembre 1955) è un attore e artista marziale statunitense.
Dopo la sua carriera cinematografica è divenuto un apprezzato allenatore ed insegnante di aerobica.

## Biografia
Billy Blanks è il quarto di quindici figli. Anche suo fratello Michael Blanks ha partecipato sporadicamente ad alcuni film di arti marziali. 
La sua passione per le arti marziali l'ha portato a raggiungere alti livelli nel Karate, vincendo per sette volte il titolo Mondiale. Egli detiene oggi il 7º dan. 
Al cinema è arrivato relativamente tardi, all'età di 31 anni, con una piccola parte in Colpo basso (Low Blow, 1986). Per diversi anni ha rivestito il semplice ruolo di "cattivo muscoloso" in vari film come Tango & Cash (1989) o Lionheart: scommessa vincente (1990).
Nel 1991 ha ottenuto la prima parte importante, ma sempre di cattivo, nel film Il re dei kickboxers (The King of the Kickboxers) di Lucas Lowe, a fianco di Loren Avedon. Ma dopo altri piccoli ruoli, gli è stato assegnato nel 1992 il suo primo ruolo da coprotagonista in Sotto i colpi dell'aquila (Talons of the Eagle), coreografato nei combattimenti dal famoso Corey Yuen.
Nei successivi anni la sua carriera cinematografica è sembrata avere un forte rialzo, con film come Demolition Cop (TC2000, 1993) o Expect No Mercy dove egli ha avuto la possibilità di coreografare sé stesso. Molti di questi film sono stati  girati insieme all'amico e collega Jalal Merhi.
Ha partecipato anche a molti telefilm, come Più forte ragazzi (Martial Law), E.R. - Medici in prima linea o Melrose Place.
Nel 1999 ha abbandonato la recitazione per dedicarsi all'insegnamento del suo personale stile marziale: il Tae Bo, un insieme di fondamentali del Karate e della Boxe. Ha prodotto anche un gran numero di videocassette didattiche che illustrano il suo stile.

## Vita privata
Nel 1975 ha sposato Gayle Godfrey. La coppia ha due figli.

## Filmografia

### Cinema
- Colpo basso (Low Blow), regia di Frank Harris (1986)
- Pugni d'acciaio (Bloodfist), regia di Terence H. Winkless (1989)
- Tango & Cash, regia di Andrej Končalovskij (1989)
- Lionheart - Scommessa vincente (Lionheart), regia di Sheldon Lettich (1990)
- Il re dei kickboxers (The King of the Kickboxers), regia di Lucas Lowe (1991)
- Colpo doppio (Timebomb), regia di Avi Nesher (1991)
- L'ultimo boy scout (The Last Boy Scout), regia di Tony Scott (1991)
- Showdown, regia di Robert Radler (1993)
- Sotto i colpi dell'aquila (Talons of the Eagle), regia di Michael Kennedy (1992)
- Demolition Cop (TC 2000), regia di T.J. Scott (1993)
- Sotto i colpi dell'aquila 2 (Back in Action), regia di Steve DiMarco e Paul Ziller (1994)
- Killer virtuale (Expect No Mercy), regia di Zale Dalen (1995)
- Sotto i colpi dell'aquila 3 (Tough and Deadly), regia di Steve Cohen (1995)
- Il collezionista (Kiss the Girls), regia di Gary Fleder (1997)
- Jack e Jill (Jack and Jill), regia di Dennis Dugan (2011)
- The Clapper, regia di Dito Montiel (2017)

### Televisione
- Kids Incorporated - serie TV, episodio 6x15 (1984)
- Spenser (Spenser: For Hire) - serie TV, episodio 3x03 (1987)
- Street Justice - serie TV, episodio 2x02 (1992)
- Muppets Tonight - serie TV, episodio 2x06 (1996)
- Gli specialisti (Soldier of Fortune, Inc.) - serie TV, episodio 1x02 (1997)
- Assalto all'isola del diavolo (Assault on Devil's Island) - film TV (1997)
- Melrose Place - serie TV, episodio 7x12 (1998)
- E.R. - Medici in prima linea (ER) - serie TV, episodio 5x14 (1999)
- Più forte ragazzi (Martial Law) - serie TV, episodio 1x21 (1999)